# Kwasio
Kwasio (auch Ngumba) ist die Bantusprache der Ngumba und wird von zirka 17.500 Menschen in Kamerun und Äquatorialguinea gesprochen (Zensus 1982).
Sie ist in Kamerun im Département Océan in der Region Sud mit circa 9000 Sprechern und in Äquatorialguinea in Mbini mit circa 8500 Sprechern verbreitet.

## Klassifikation
Kwasio ist eine Nordwest-Bantusprache und gehört zur Makaa-Njem-Gruppe, die als Guthrie-Zone A80 klassifiziert wird.
Sie hat die Dialekte Kwassio (auch Bisio), Mvumbo (auch Ngoumba, Mgoumba und Mekuk) und Mabi (auch Mabea).

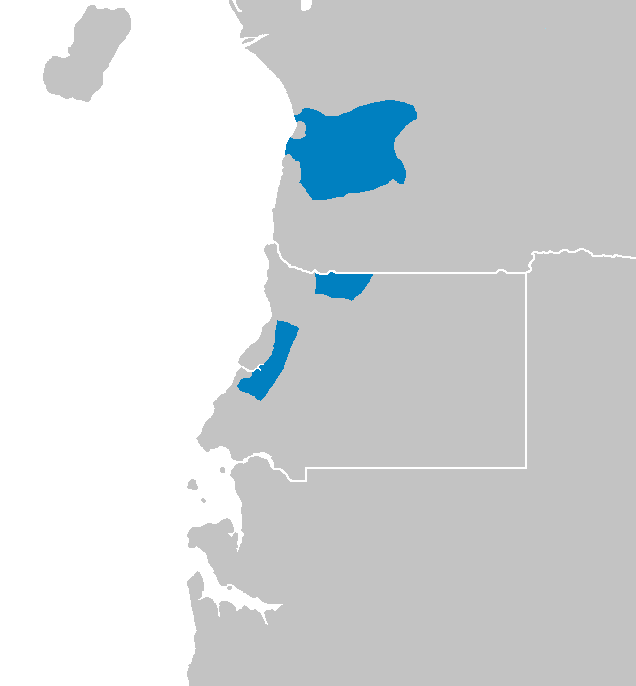
Sprachraum von Kwasio

## Beispiel
Ave Maria:
| Kwasio | Deutsch |
| --- | --- |
| Mirembe Maria, ipong nema, ruoth obet kodi, ijahawi kuom mon duto. Gi Yesu Nyathi ma e iyi, jahawi. Maria Matakatifu, min nyasaye, ikwanwae wa joketho gi kar thowa. Amina. | Gegrüßet seist du, Maria, voll der Gnade, der Herr ist mit dir. Du bist gebenedeit unter den Frauen, und gebenedeit ist die Frucht deines Leibes, Jesus. Heilige Maria, Mutter Gottes, bitte für uns Sünder jetzt und in der Stunde unseres Todes. Amen. |